# Schema therapy
La Schema Therapy è una forma di psicoterapia, sviluppata dallo psicologo Jeffrey E. Young, per il trattamento dei disturbi di personalità e per i disturbi cronici dell'Asse I, come, ad esempio, per i pazienti che non rispondono o recidivano dopo essere stati seguiti con altre psicoterapie (per esempio, la tradizionale TCC). La Schema Therapy è una psicoterapia integrata del ventunesimo secolo che sinergicamente e sistematicamente combina teorie e tecniche di terapie già esistenti, tra cui l'Analisi Transazionale, la Terapia Cognitivo-Comportamentale, le relazioni oggettuali psicoanalitiche, la teoria dell'attaccamento e la psicoterapia della Gestalt.

## Principi generali
I quattro concetti teorici principali nella schema therapy sono: schemi precoci disadattivi, stili di coping, modalità e bisogni emotivi di base;
1. Nella psicologia cognitiva, uno schema è un modello organizzato di pensiero e comportamento. Può anche essere descritto come una struttura mentale di idee preconcette, una struttura che rappresenta alcuni aspetti del mondo o un sistema di organizzazione e percezione di nuove informazioni. Nella schema therapy, gli schemi si riferiscono specificamente a schemi maladattivi precoci, definiti come "modelli di vita autolesionistici di percezione, emozione e sensazione fisica". Spesso prendono la forma di una credenza su di sé o sul mondo. Ad esempio, una persona con uno schema di abbandono potrebbe essere ipersensibile (avere un "pulsante emotivo" o "trigger") sul suo valore percepito per gli altri, che a sua volta potrebbe farlo sentire triste e in preda al panico nelle relazioni interpersonali.
2. Gli stili di coping sono le risposte comportamentali di una persona agli schemi. Esistono tre potenziali stili di coping. In quello "evitante" la persona cerca di evitare situazioni che attivano lo schema. Nella "resa" la persona cede allo schema, non tenta di combatterlo e cambia il suo comportamento aspettandosi che il risultato temuto sia inevitabile. In "contrattacco", chiamato anche "sovracompensazione", la persona mette eccessivo impegno nel non permettere che il risultato temuto dello schema si verifichi. Questi stili di coping maladattivi (sovracompensazione, evitamento e resa) spesso finiscono per rinforzare gli schemi.[4] Continuando con l'esempio dell'abbandono: avendo immaginato una minaccia di abbandono in una relazione e sentendosi triste e in preda al panico, una persona che usa uno stile evitante può comportarsi in modo da limitare l'intimità nella relazione per cercare di proteggersi dall'essere abbandonata. La risultante solitudine o addirittura la perdita effettiva della relazione potrebbe facilmente rafforzare lo schema dell'abbandono. Un altro esempio può essere dato per lo schema di resa: una persona che usa uno stile evitante può evitare situazioni che lo fanno sentire in difetto, o potrebbe provare a intorpidire la sensazione con dipendenze o distrazioni. Una persona che usa uno stile di resa potrebbe tollerare critiche ingiuste senza difendersi. Una persona che usa lo stile di contrattacco / sovracompensazione potrebbe produrre uno sforzo extra nell'essere perfetto nella relazione.[5]
3. Le modalità (modes) sono stati mentali che raggruppano schemi e stili di coping in un "modo di essere" temporaneo che una persona può adottare occasionalmente o frequentemente. [6] Ad esempio, la modalità "bambino vulnerabile" potrebbe essere uno stato d'animo che comprende gli schemi di Abbandono, Manchevolezza,  Sfiducia / Abuso  e uno stile di coping di resa (agli schemi).
4. Se i bisogni emotivi di base di un paziente non sono soddisfatti durante l'infanzia, allora possono svilupparsi schemi, stili di coping e modalità. [7] Alcuni bisogni fondamentali che sono stati identificati sono: legame (connection), mutualità, reciprocità, flusso e autonomia.[7] Ad esempio, un bambino con un bisogno insoddisfatto di legame - per esempio a causa della perdita dei genitori per morte, divorzio o dipendenza da sostanze, potrebbe sviluppare uno schema di "abbandono".

L'obiettivo della schema therapy è quello di aiutare i pazienti a soddisfare i loro bisogni emotivi di base, aiutando il paziente a imparare come:
- sanare gli schemi diminuendo l'intensità delle memorie emozionali che comprendono lo schema e l'intensità delle sensazioni corporee e cambiando i modelli cognitivi connessi allo schema;
- sostituire stili di coping e risposte disadattive con modelli di comportamento adattivi.[8]

## Tecniche
I piani di trattamento nella schema therapy comprendono generalmente tre classi base di tecniche: cognitive, esperienziali e comportamentali (oltre alla componente di base della relazione terapeutica). Le strategie cognitive si basano su alcune tecniche di terapia cognitivo-comportamentale standard come elencare vantaggi e svantaggi di uno schema, testare la validità di uno schema o condurre un dialogo tra il "lato schema" e il "lato sano". Le strategie esperienziali focalizzate sulle emozioni comprendono tecniche proprie della terapia della Gestalt e dello psicodramma, come il re-scripting immaginativo e i dialoghi con la sedia vuota. Le strategie comportamentali di rottura dei modelli si basano su tecniche di terapia comportamentale standard, come il role playing o l'assegnazione degli homeworks. Una delle tecniche più centrali nella terapia dello schema è l'uso della relazione terapeutica, in particolare attraverso un processo chiamato limited reparenting.
Tecniche specifiche spesso utilizzate nella schema therapy includono flash cards con importanti messaggi terapeutici, creati in sessione e utilizzati dal paziente tra le sessioni, e lo schema diary, un diario che viene compilato dal paziente tra le sessioni, in cui registrare i propri progressi in relazione ai concetti teorici della terapia.

## Efficacia
Un team di ricercatori olandesi, tra cui Josephine Giesen-Bloo e Arnoud Arntz (il capo del progetto), hanno confrontato la schema therapy (nota anche come Schema Focused Therapy o SFT) con la psicoterapia focalizzata sul transfert (transference focused psychotherapy, TFP) nel trattamento del disturbo borderline di personalità. 86 pazienti sono stati reclutati da quattro istituti di salute mentale nei Paesi Bassi. I pazienti nello studio hanno ricevuto due sessioni settimanali di SFT o TFP per tre anni. Dopo tre anni, il recupero completo è stato raggiunto nel 45% dei pazienti nella condizione di SFT e nel 24% di quelli che hanno ricevuto la TFP. Un anno dopo, la percentuale di recupero completo è aumentata al 52% nella condizione di SFT e al 29% nella condizione di TFP, con il 70% dei pazienti nel gruppo SFT che ha ottenuto "miglioramenti clinicamente significativi e rilevanti". Inoltre, il tasso di abbandono era solo del 27% per SFT, rispetto al 50% per la TFP. I pazienti hanno iniziato a sentirsi e "funzionare" significativamente meglio dopo il primo anno, con miglioramenti che si sono verificati più rapidamente nel gruppo SFT, e ci sono stati continui miglioramenti negli anni successivi. I ricercatori hanno quindi concluso che entrambi i trattamenti hanno avuto effetti positivi, con la terapia dello schema chiaramente più efficace.
Lo stesso gruppo di ricerca ha valutato l'efficacia della schema therapy nel trattamento del disturbo di personalità borderline quando utilizzato in normali strutture di assistenza psicologica. Un totale di 62 pazienti sono stati trattati in otto centri di salute mentale situati nei Paesi Bassi. Il trattamento è stato meno intensivo su una serie di dimensioni tra cui un passaggio da due sedute settimanali a una durante il secondo anno. Nonostante questo, non vi è stata alcuna diminuzione dell'efficacia con tassi di recupero che erano almeno altrettanto alti e tassi di abbandono altrettanto bassi
.
I ricercatori Joan Farrell, Ida Shaw e Michael Webber dell'Indiana University School of Medicine Center for BPD Treatment & Research hanno testato l'efficacia dell'aggiunta di un periodo di schema therapy di gruppo per otto mesi e 30 sessioni al trattamento usuale (treated-as-usual, TAU) per il disturbo borderline di personalità (BPD) con 32 pazienti. Il tasso di abbandono è stato dello 0% per i pazienti che hanno ricevuto la schema therapy in aggiunta al TAU e al 25% per coloro che hanno ricevuto solamente il TAU. Alla fine del trattamento, il 94% dei pazienti trattati con la schema therapy in aggiunta al TAU, rispetto al 16% dei pazienti che ricevevano il solo TAU, non rispondeva più ai criteri diagnostici BPD. Il trattamento con la schema therapy ha portato a significative riduzioni dei sintomi e miglioramento globale del funzionamento. Gli ampi effetti positivi del trattamento con schema therapy di gruppo, suggeriscono che la modalità di gruppo può aumentare o catalizzare i benefici del trattamento per i pazienti con BPD. A partire dal 2014, è in corso uno studio collaborativo randomizzato controllato in 14 località di sei paesi per esplorare ulteriormente questa interazione tra i gruppi e la schema therapy